# مارك إف. ليندسي
مارك إف. ليندسي (بالإنجليزية: Mark F. Lindsay)‏ هو محامي أمريكي، ولد في 24 مايو 1963.